# アントニア・マリア・フォン・ポルトゥガル
アントニア・マリア・フォン・ポルトゥガルまたはアントニア・マリア・フォン・ブラガンサ（ドイツ語表記：Antonia Maria Fernanda Micaela Gabriela Rafaela Francesca de Assis Ana Gonzaga Silvina Julia Augusta von Bragança und Saxe-Coburg-Gotha, 1845年2月17日 - 1913年12月27日）は、ホーエンツォレルン侯レオポルトの妻。

## 生涯
ポルトガル女王マリア2世と王配フェルナンド2世の三女として、リスボンのネセッシダーデス宮で生まれた。父がザクセン＝コーブルク＝ゴータ家出身であることから、ザクセン＝コーブルク＝ゴータ公女およびザクセン女公の称号を保持していた。
1861年9月、レオポルトと結婚した。夫との間に3子をもうけた。
- ヴィルヘルム（1864年 - 1927年） - ホーエンツォレルン＝ジグマリンゲン家家長。両シチリア王女マリーア・テレーザと結婚。死別後、バイエルン王女アーデルグンデと再婚。
- フェルディナンド1世（1865年 - 1927年） - ルーマニア王。
- カール・アントン（1868年 - 1919年） - 従妹にあたるベルギー王女ジョゼフィーヌと結婚。

## ギャラリー

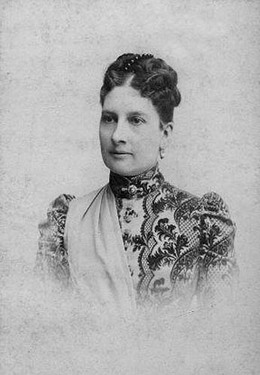
1887年